# 圣塞夫里安德马索特
圣塞夫里安德马索特，是西班牙卡斯蒂利亚-莱昂巴利亚多利德省的一个市镇。总面积36平方公里，总人口206人（2001年），人口密度6人/平方公里。